# Cophixalus verrucosus
Cophixalus verrucosus ist eine Amphibienart aus der Familie der Engmaulfrösche (Microhylidae).

## Merkmale
Die Art erreicht eine Länge von 33 Millimetern. Die Körperoberseite ist dunkelolivfarbig und schwarz gefleckt oder marmoriert. Lendenbereich und Oberschenkelseiten sind auf schwarzem Grunde weiß gefleckt. In der Lendengegend findet sich oft ein unscheinbarer Augenfleck. Kehle und Brust sind dunkelbraun oder braun gefleckt. Die Unterseite der Gliedmaßen ist braun gefleckt. Der Bauch  ist weißlich. Der Kopf ist so lang wie breit. Der Vorderkopf ist stumpfspitzig, vorspringend, am Ende schief abgestutzt und so lang wie das Auge. Der Canthus rostralis ist scharf. Die Zügelregion fällt senkrecht ab. Der Interorbitalraum ist etwas breiter als ein oberes Augenlid. Das Trommelfell ist mäßig deutlich erkennbar und ungefähr halb so breit wie der Augendurchmesser. Der erste Finger ist kürzer als der zweite und endet mit einer kleinen Haftscheibe. Die Haftscheiben der übrigen Finger sind groß, breiter als lang, ungefähr doppelt so breit wie die Finger und etwas größer als die der Zehen. Die Subarticularhöcker und Metatarsalhöcker sind flach und undeutlich. Bei nach vorn an den Körper angelegtem Hinterbein reicht das Tibiotarsalgelenk bis zum Auge oder zwischen Auge und Schnauzenspitze. Auf der Körperoberseite sind flache Warzen und wellige Hautfalten vorhanden. Nahe dem freien Lidrand findet sich oft ein weniger deutlicher, kegelförmiger Höcker. Die Unterseite ist glatt oder am Bauch schwach gekörnelt. Männchen besitzen keine Schallblase.

## Vorkommen
Cophixalus verrucosus kommt im südlichen und östlichen Papua-Neuguinea vor, einschließlich der D’Entrecasteaux-Inseln und des Louisiade-Archipels.

## Systematik
Cophixalus verrucosus wurde 1898 von George Albert Boulenger als Sphenophryne verrucosa erstbeschrieben. Parker stellte die Art 1934 in die Gattung Cophixalus.

## Gefährdung
Cophixalus verrucosus wird von der IUCN als „Least Concern“ (ungefährdet) eingestuft.